# Finkenwerder
Finkenwerder o en baix alemany Finkwarder és un barri del districte d'Hamburg-Mitte al sud de l'estat d'Hamburg a Alemanya a la frontera amb Baixa Saxònia. A la fi de 2016 tenia 11.727 habitants a una superfície de 19,3 km².
Finkenwerder (del baix alemany warder, illa fluvial i fink, pinsà, doncs illa dels pinsans) era una illa formada dentre dos braços de l'Elba i el Köhlfleet al llevant.
A l'edat mitjana l'illa era dividida en dues parts pel wetering Finkenwerder Landscheide, la part septentrional pertanyia a la ciutat hanseàtica d'Hamburg des del 1445, i era un poble de pescadors, i la part meridional un poble de pagesos, fins al 1814 al Ducat de Brunswick-Lüneburg, després fins al 1866 al Regne d'Hanovre i després à Prússia. El 1937, per la Llei de l'àrea metropolitana d'Hamburg el nazis van englobar les dues parts de l'illa en Hamburg.
Té una pista d'aterratge per a avions intercontinentals, que serveix per a les viatges de test i el llançament de les aeronaus assemblades a la fàbrica d'Airbus, que cobreix una gran part de l'illa. L'escriptor Johann Wilhelm Kinau, més conegut amb el seu pseudònim Gorch Fock (1880-1916) hi va néixer.

## Llocs d'interès
- Les línies 62 (Hamburg-Landungsbrücken-Finkenwerder) i 64 (Findenwerder-Teufelsbrück (Pont del diable)) dels transbordadors del transport públic d'Hamburg, que permeten visitar l'Elba i el port d'Hamburg a preu d'un bitllet d'àutobus.[4]
- Museu de l'escriptor Gorch Fock al carrer Nessdeich 6

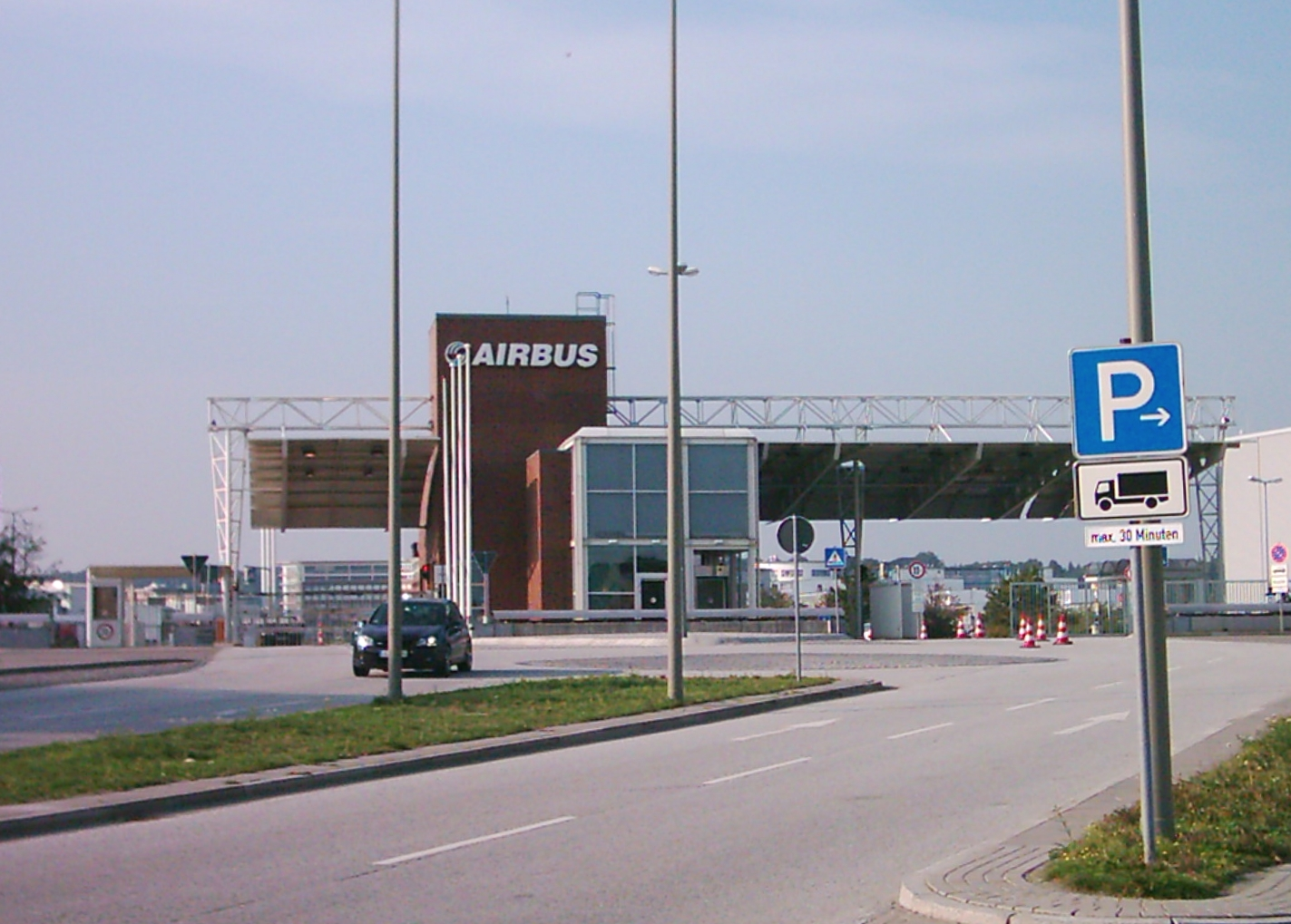
Entrada de la fàbrica d'Airbus
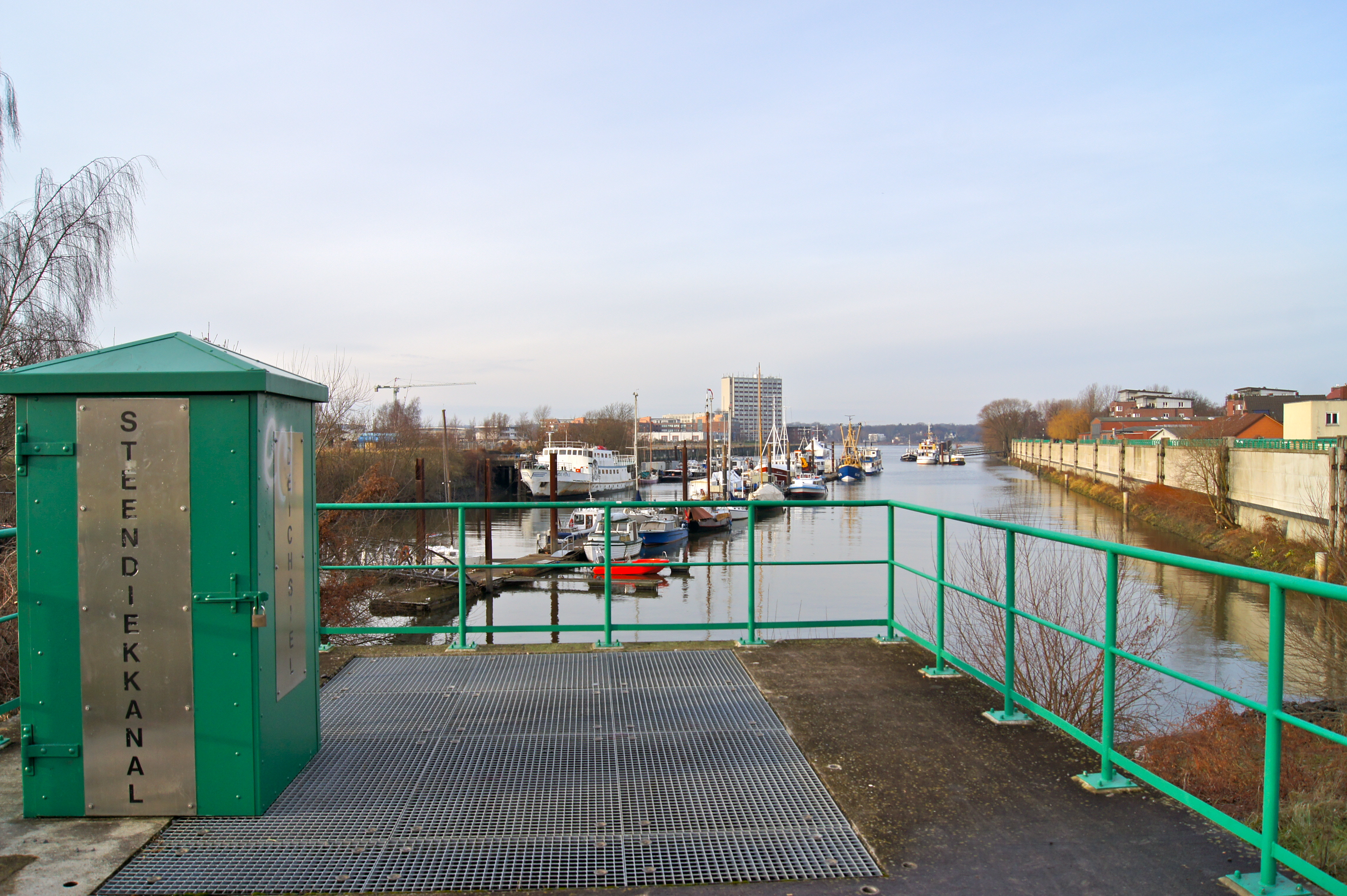
El canal Steendiekkanal
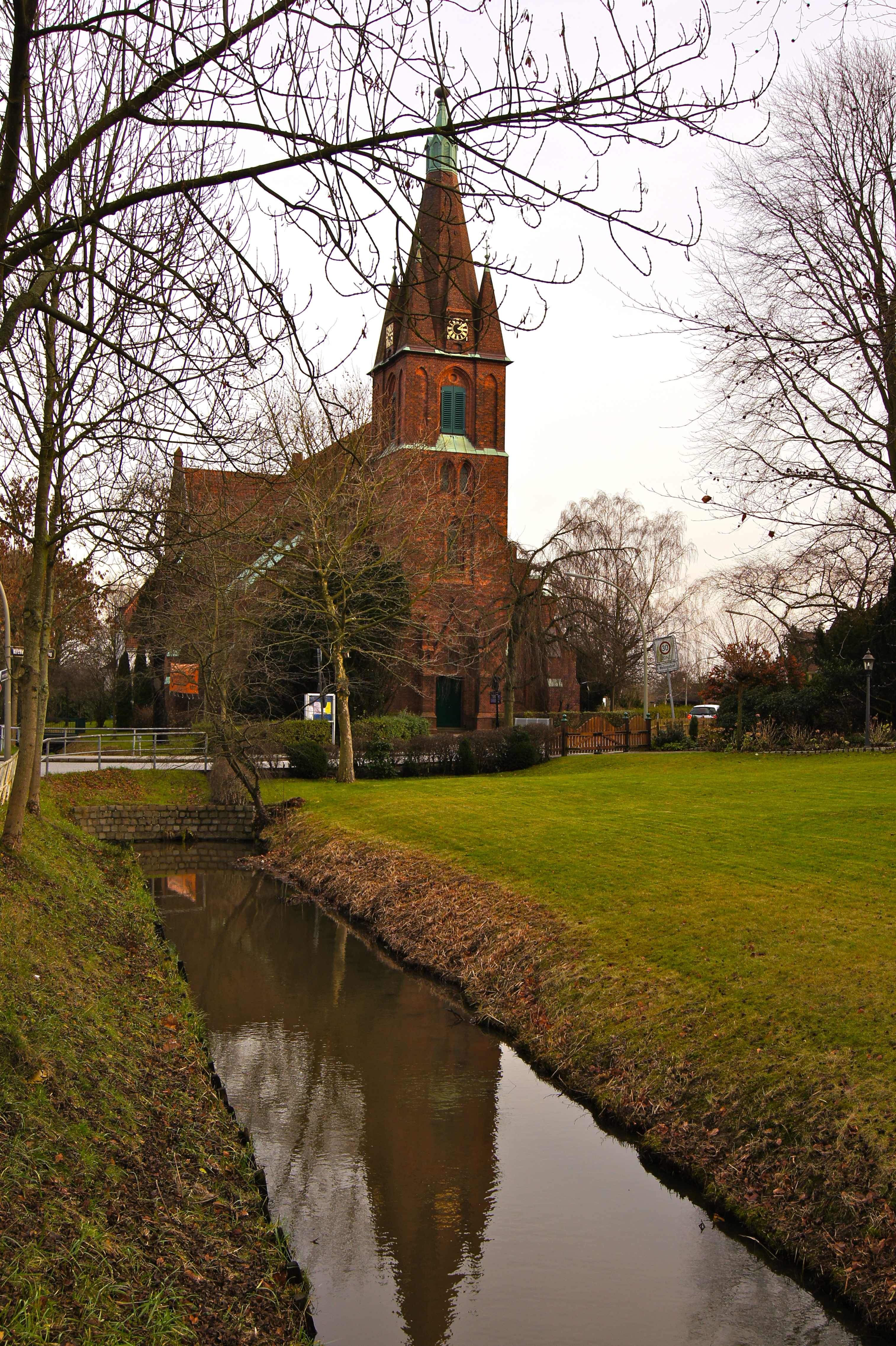
El wetering Finkenwerder Landscheide i l'Església de Nicolau
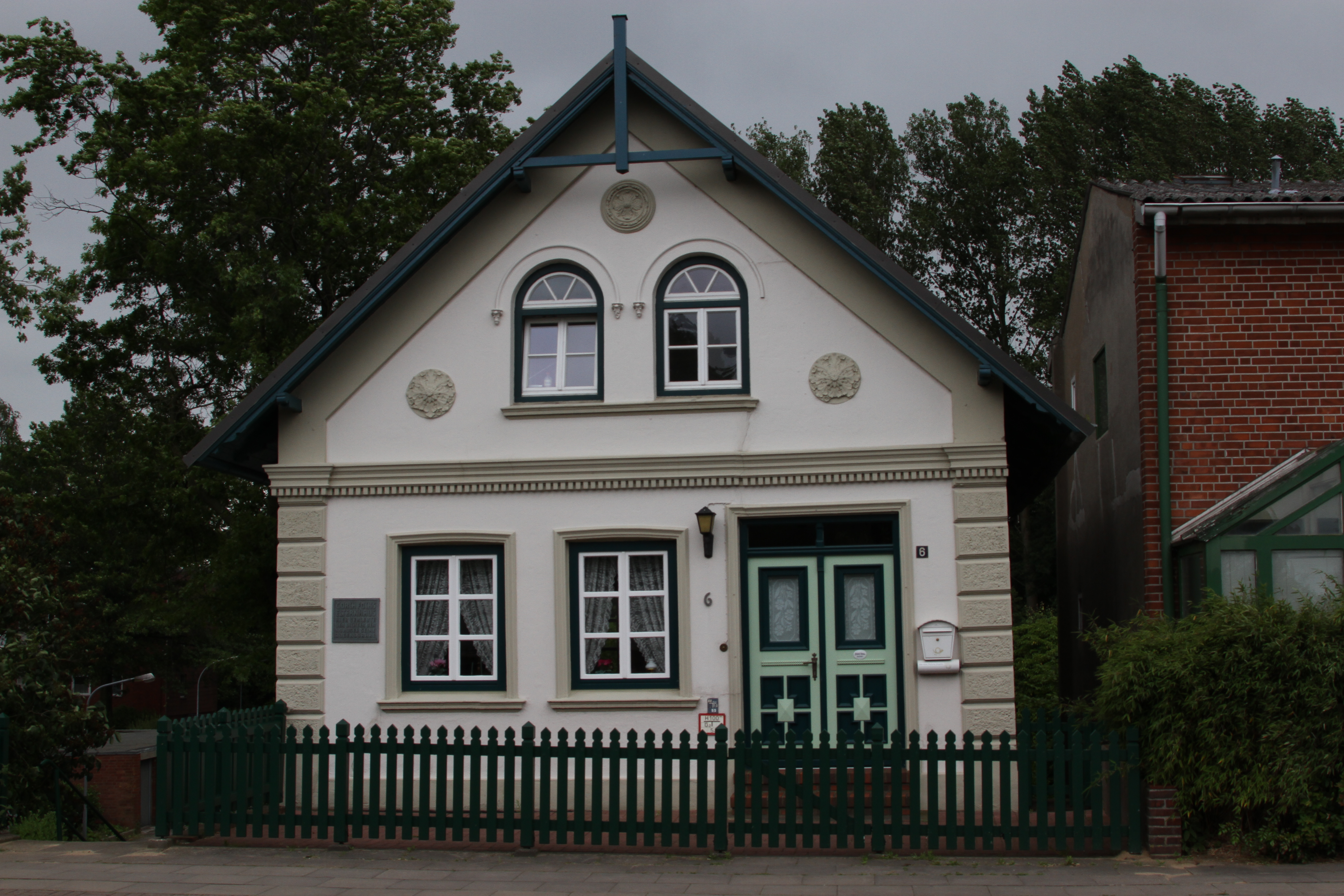
Museu de l'escriptor Gorch Fock